# Contarinia acrocecis
Contarinia acrocecis är en tvåvingeart som beskrevs av Stelter 1962. Contarinia acrocecis ingår i släktet Contarinia och familjen gallmyggor. Inga underarter finns listade i Catalogue of Life.